# Härryda-Posten/Partille Tidning
Härryda-Posten/Partille Tidning (förkortat HP&PT) var en gratisutgiven lokaltidning. Den distribuerades varje torsdag till alla hushåll i Härryda och Partille kommuner. Tidningen grundades i januari  2019 och lades ner hösten  2019.

## Historia
Tidningen bildades i januari 2019 då Partille Tidning slogs samman med Härryda-Posten, en motsvarande gratistidning för Härryda kommun och med samma ägare. Inom WM Media-koncernen ingick då även Alingsås tidning  och Lerums Tidning. Den sammanslagna tidningen Härryda-Posten/Partille Tidning hade även en Internetupplaga, med löpande uppdatering.
Upplagan för den sammanslagna tidningen varit cirka 36 000. Ansvarig utgivare för tidningen var Bengt Michelsen.
Efter fleråriga ekonomiska problem för utgivaren WM Media, lades tidningen ner under hösten 2019. Då hade koncernens huvudtidningar Alingsås Tidning och Lerums Tidning fått en ny ägare i Stampen.